# Michel Perrin (peintre)
Pour les articles homonymes, voir Perrin et Michel Perrin.
Michel Perrin né le 29 décembre 1932 à Lyon (Rhône) et mort le 11 octobre 2001 à Chénelette (Rhône) est un peintre français.
Il s'est imposé comme le meilleur peintre de la neige canadienne, plus particulièrement de celle du Québec[réf. nécessaire].

## Biographie
Originaire du Beaujolais, Michel Perrin émigre à Montréal (Canada), où il vit de 1968 à 1977, y enseignant la peinture, le dessin et l'histoire de l'art.
En 1950, il entre à l'École nationale des beaux-arts de Lyon, puis à l'École nationale supérieure des arts décoratifs en 1953. En 1981, il remporte le grand prix des amateurs d'art à Lausanne (Suisse). L'année suivante, la Ville de Lyon fait l'acquisition de l'une de ses œuvres. En 1992, il obtient le 2e grand prix de la Ville d'Alençon, et en 1996, une de ses œuvres est exposée au musée de Moguilev en Biélorussie.
Dans les années 1980-1990, il voyage régulièrement de Montréal à Chénelette pour retrouver sa grande inspiratrice, la neige canadienne.